# Верхняя Уратьма
Ве́рхняя Уратьма́ (тат. Югары Уратма) — село в Нижнекамском районе Татарстана, центр Макаровского сельского поселения.

## География
Находится на юго-востоке района в верхнем течении реки Уратьма.
Село расположено в долине реки на высотах 160-200 м над уровнем моря. В 1,5-2,5 км с севера, востока и юга село окружено лесным массивом Уратьминская Дача с высотами около 230 м.

### Транспорт
От села отходят дороги: на северо-запад к с. Шереметьевка (на Камские Поляны, Нижнекамск, Чистополь, Казань), на восток к г. Заинск (на Набережные Челны, Альметьевск), на юго-запад к автодороге Р239 "Казань – Оренбург".
Расстояния от села — по прямой (и по автодорогам): Камские Поляны — 28 (32) км, Нижнекамск — 41 (53) км, Заинск — 16 (19) км, Казань — 168 (200) км.
Рядом с селом ранее проходила ж.-д. ветка Заинск – Камские Поляны (АЭС), разобрана в 1990-х гг..

## История
Известно с 1656 года как Бишиклы Илга. Также ранее упоминалось под названиями Уратьма, Гать Васильевская. Местные жители занимались скотоводством и земледелием.
До 1920 года относилось Токмакской волости Мензелинского уезда Уфимской губернии. В 1920 году вошло в Мензелинский кантон Татарской АССР, в 1922 году — в Челнинский кантон республики.
С 10 августа 1930 года в составе Шереметьевского / Нижнекамского района, за исключением периода 1 февраля 1963 — 11 января 1965 года, когда район был упразднён и входил в состав Челнинского района.